# Jeremoabo (ort)
Jeremoabo är en ort i Brasilien.   Den ligger i kommunen Jeremoabo och delstaten Bahia, i den östra delen av landet, 1 200 km nordost om huvudstaden Brasília. Jeremoabo ligger 334 meter över havet och antalet invånare är 16 642.
Terrängen runt Jeremoabo är kuperad österut, men västerut är den platt. Det finns inga andra samhällen i närheten.
Omgivningarna runt Jeremoabo är huvudsakligen savann. Runt Jeremoabo är det glesbefolkat, med 11 invånare per kvadratkilometer.